# 현미경자리 AU
현미경자리 AU는 지구에서 32광년 떨어져 있는 적색 왜성이다. 현미경자리 AU는 지구에서 태양 다음으로 가장 가까운 별 프록시마 센타우리보다 약 8배 더 먼 곳에 있다. 현미경자리 AU의 나이는 고작 1천 2백만 살로, 우리 태양 나이의 1 퍼센트도 채 먹지 않았다. 질량은 태양의 59 퍼센트 수준이며 밝기는 3 퍼센트에 지나지 않는다. 현미경자리 방향에 위치하고 있으며 변광성이기 때문에 현미경자리 AU 이름이 붙었다. 화가자리 베타 이동성군의 일원이기도 하다. 현미경자리 AU는 화가자리 베타처럼 쌍성 현미경자리 AT와 중력으로 묶여 있을 가능성이 있다. 이 별 주위에는 먼지 원반이 있다.

## 특징
현미경자리 AU는 적색 왜성(M형)으로 반지름은 태양의 60퍼센트이며 질량은 절반 정도, 유효 온도는 약 3730 켈빈이다.

## 밝기 변화
현미경자리 AU의 밝기는 4.865일 간격으로 사인 곡선 형태의 변화를 보여준다. 밝기 변화 진폭은 시간이 흐르면서 천천히 변한다. V띠로 잰 밝기 변화량은 1971년에 약 0.3등급이었다가 1980년 0.1등급까지 줄어들었다.
현미경자리 AU는 전파로부터 엑스선에 이르는 전자기 스펙트럼상 모든 영역을 통해 관측되어 왔으며, 모든 영역 파장대에서 플레어 활동을 보여주고 있었다. 현미경자리 AU의 플레어 활동은 1973년 처음 밝혀졌다.

## 먼지원반

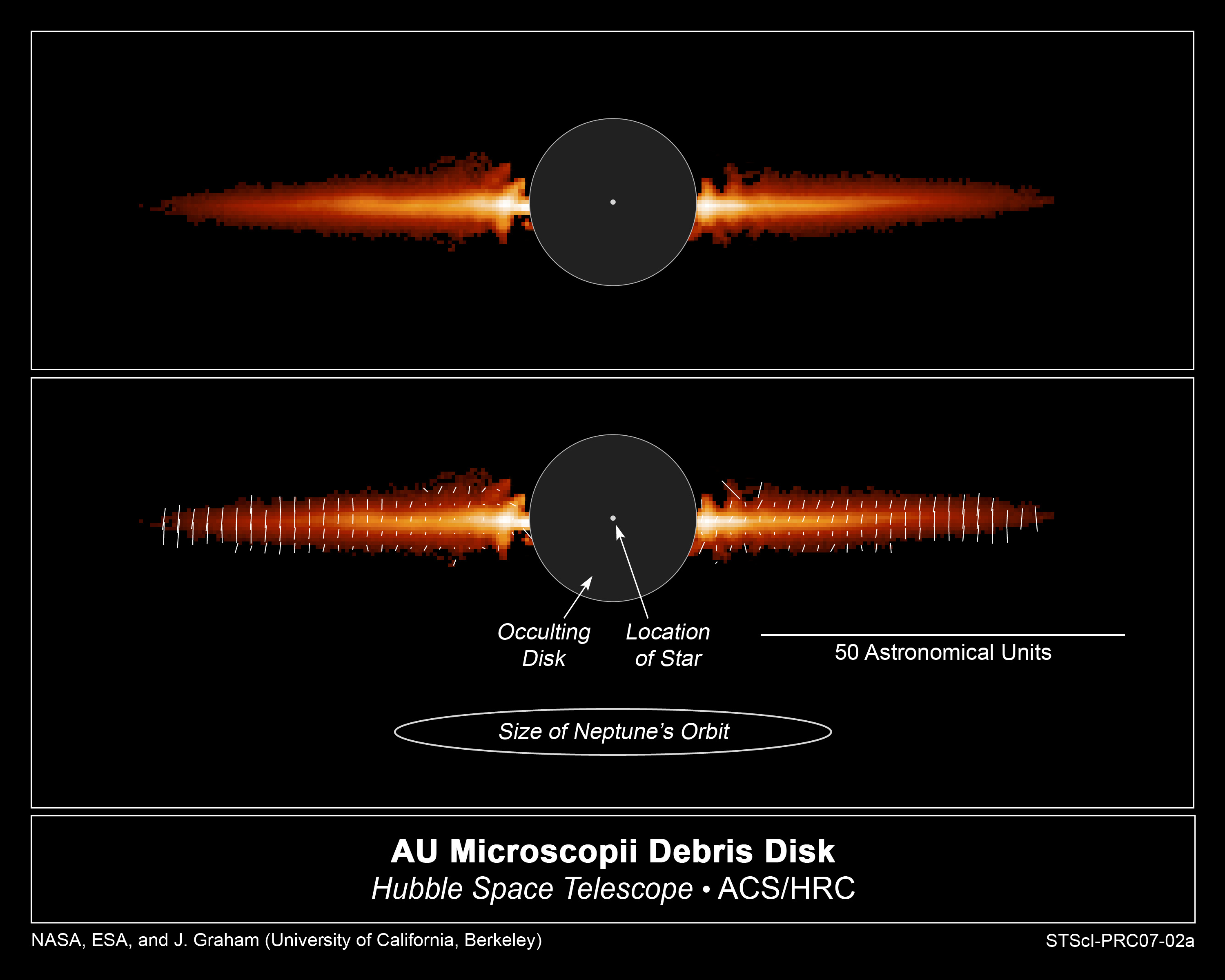
허블 우주 망원경이 찍은, 현미경자리 AU 주위 먼지원반의 사진.

현미경자리 AU는 별주위 원반을 갖고 있는데, 2003년 폴 캘라스 연구진이 하와이 마우나케아 산 소재 2.2 미터 하와이 대학교 망원경을 이용하여 발견했다. 이 거대한 먼지원반의 원반면은 지구 관측자의 시선 방향과 거의 평행하게 놓여 있다. 반지름은 약 200 천문단위에 이른다. 기체와 먼지의 질량비는 6:1로, 이전에 예상했던 비율 100:1보다 기체의 함량비가 훨씬 적었다. 이 때문에 현미경자리 AU의 원반을 '기체가 결핍된' 원반으로 부르기도 한다. 원반에 있는, 눈에 보이는 먼지의 총 질량은 적어도 달의 질량 정도에, 먼지가 만들어진 곳에 있는 좀 더 큰 미행성들의 질량은 달 질량의 최소 여섯 배는 될 것으로 보인다.
현미경자리 AU 먼지 원반의 스펙트럼에너지분포를 서브밀리미터 파장으로 분석한 결과 반지름 17 천문단위 안쪽은 깨끗하게 청소되어 있는 것으로 밝혀졌다. 산란광 사진으로 잰 ‘청소된’ 영역의 반지름은 12 천문단위였다. 스펙트럼에너지분포와 표면밝기 도표를 조합한 결과 구멍의 반지름은 1 ~ 10 천문단위 범위로 나왔다.
원반 안쪽은 비대칭적인 모양을 하고 있으며, 40 천문단위 안쪽에 구조(構造)가 형성되어 있다. 안쪽 구조의 원인으로, 원반에 제법 무거운 천체가 영향을 끼치거나, 행성이 생겨나는 과정을 밟고 있다는 가설이 제기되어 왔다.
항성에 가까운 부분의 먼지가 씻겨 나가 있다는 사실 및 먼지 원반이 비대칭적 구조를 하고 있다는 것 때문에 천문학자들은 현미경자리 AU를 돌고 있는 행성을 찾아 왔다. 그러나 현미경자리 AU를 돌고 있는 행성의 징후는 아직 발견되지 않았다(2007년 기준).
원반과 항성 사이 예상 거리 {\displaystyle b}의 함수인 원반의 표면밝기(기준면적당 밝기)는 특징있는 모양을 그린다. 원반 안쪽 15 천문단위 범위의 밀도는 대충 일정한 것으로 보인다. {\displaystyle b\approx 15AU} 근처에서 밀도는 감소하기 시작하는데, {\displaystyle b^{-\alpha }}에서 {\displaystyle \alpha \approx 1.8}일 경우 밀도값이 천천히 감소한다. 그러고 나서 {\displaystyle b\approx 43AU} 바깥에서, {\displaystyle b^{-\alpha }}에서 {\displaystyle \alpha \approx 4.8}일 경우 밝기는 더욱 급격하게 감소한다. 이 표면밝기 그래프는 화가자리 베타 주위 원반의 그것과 비슷하다.

## 관측 도구

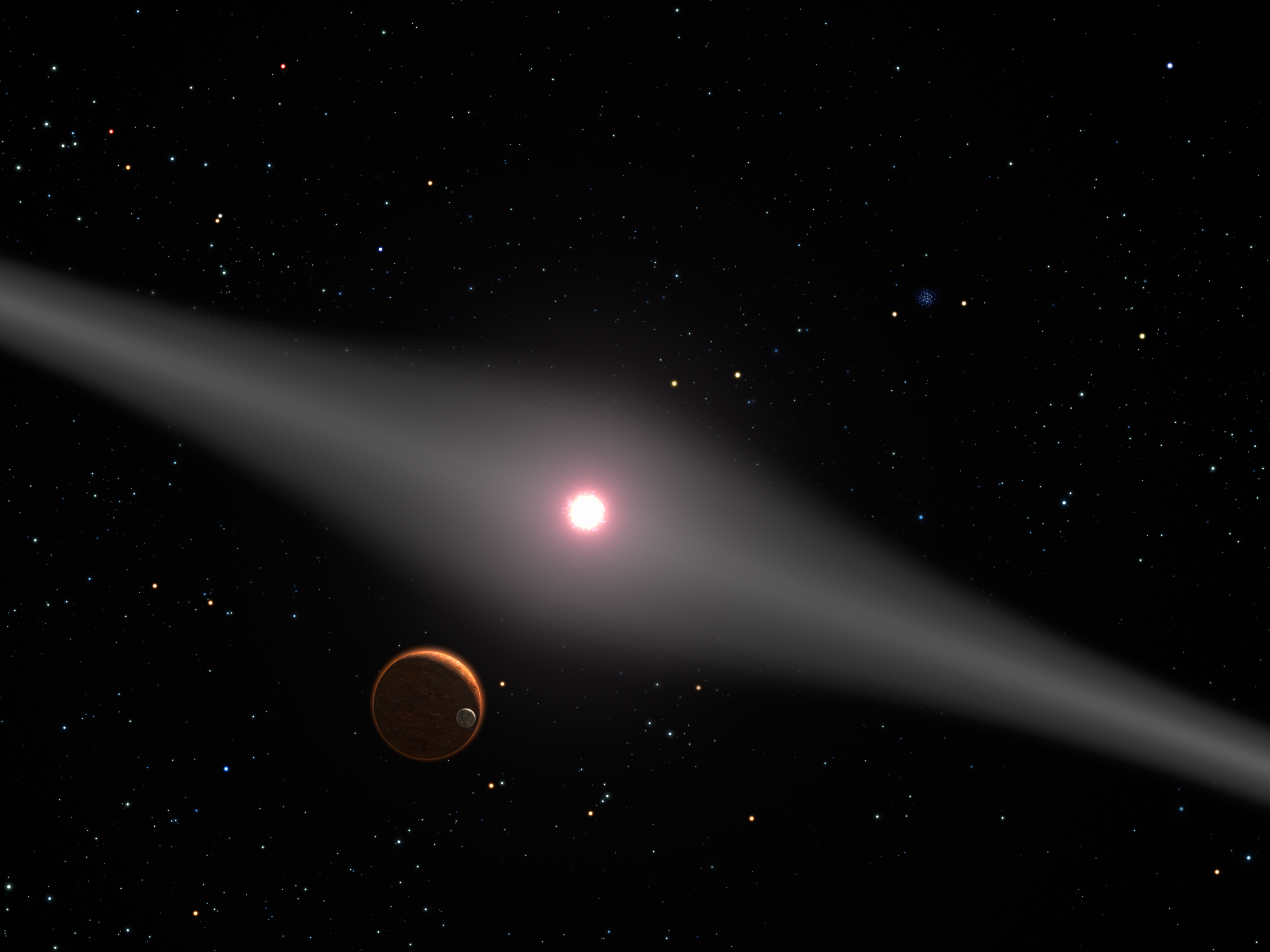
천체 예술가가 현미경자리 AU를 상상하여 그린 것.

천문학자들은 현미경자리 AU를 다양한 파장을 통해 관측해 왔으며 다양한 정보를 얻을 수 있었다. 가시광선 영역으로 항성 주위 먼지 원반에 반사된 빛을 관찰할 수 있었다. 가시광선 관측 때에는 코로나그래프로 항성 부분을 가려 항성의 밝은 빛 때문에 주변 원반의 반사광이 먹히지 않도록 했으며, 이를 통해 원반의 고해상도 사진을 얻을 수 있었다. 먼지 입자보다 길이가 긴 파장의 빛은 난반사를 거의 하지 않기 때문에, 여러 파장에서 찍은 사진들을 비교하여(예를 들면 가시광선과 근적외선) 원반 내 먼지 입자들의 크기를 알 수 있다.
천문학자들은 허블 우주 망원경과 켁 망원경을 통해 이 별을 광학적으로 계속 관측해 왔다.(적외선 및 서브밀리미터 파장으로도 관측되어 왔다) 이 파장대의 빛은 먼지 자체가 지니는 내부열(흑체 복사 원리에 의해 생김) 때문에 발생한다. 다만 상기 파장들로는 항성계 전체로부터 방출되는 빛을 분석할 수 있을 뿐 먼지 원반만 따로 떼어내어 연구할 수는 없다. 적외선, 서브밀리미터 파장보다 긴 파장대를 통해 보다 항성에서 멀리 떨어져 있는 곳의, 좀 더 큰 먼지 입자들에 대한 정보를 얻을 수 있다. 이런 긴 파장대의 관측 자료는 제임스 클라크 맥스웰 망원경, 스피처 우주 망원경을 통해 확보되어 왔다.

## 참고 문헌
1. ↑  Maran, S. P., Woodgate, B. E., Carpenter, K. G., Robinson, R. D., Shore, S. N., and Linsky, J. L. (1991년 9월). “An Investigation of the Flare Star AU Mic with the Goddard High Resolution Spectrograph on the Hubble Space Telescope”. 《Bulletin of the American Astronomical Society》 23: 1382.
2. 1 2 3 4  Paul Kalas, Michael C. Liu and Brenda C. Matthews (2004년 3월 26일). “Discovery of a Large Dust Disk Around the Nearby Star AU Microscopii”. 《Science (journal)》 303 (5666): 1990–1992. doi:10.1126/science.1093420. PMID 14988511.
3. ↑  Peter Plavchan, M. Jura, and S. J. Lipsc (2005년 10월 1일). “Where Are the M Dwarf Disks Older Than 10 Million Years?”. 《The Astrophysical Journal》 631 (2): 1161–1169. doi:10.1086/432568.
4. ↑  B Zuckerman and Inseok Song (2004년 9월). “Young Stars Near the Sun”. 《Annual Review of Astronomy &Astrophysics》 42 (1): 685–721. doi:10.1146/annurev.astro.42.053102.134111.
5. ↑  Barrado y Navascués, David; Stauffer, John R.; Song, Inseok; Caillault, J.-P. (1999년 8월 1일). “The Age of beta Pictoris”. 《The Astrophysical Journal》 520 (2): L123–L126. doi:10.1086/312162.
6. ↑  Monsignori Fossi, B. C.; Landini, M.; Drake, J. J.; Cully, S. L. (1995년 10월). “The EUV spectrum of AT Microscopii”. 《Astronomy & Astrophysics》 302: 193.
7. ↑  Del Zanna, G.; Landini, M. and Mason, H. E. (2002년 4월). “Spectroscopic diagnostics of stellar transition regions and coronae in the XUV: AU Mic in quiescence”. 《Astronomy and Astrophysics》 385: 968–985. doi:10.1051/0004-6361:20020164.
8. ↑  David Mouillet (2004년 3월 26일). “Nearby Planetary Disks”. 《Science》 303 (5666): 1982–1983. doi:10.1126/science.1095851. PMID 15044792.
9. ↑  Linsky, J. L., Bornmann, P. L., Carpenter, K. G., Hege, E. K., Wing, R. F., Giampapa, M. S. (1982년 9월 15일). “Outer atmospheres of cool stars. XII - A survey of IUE ultraviolet emission line spectra of cool dwarf stars”. 《The Astrophysical Journal》 260: 670–694. doi:10.1086/160288.
10. ↑  Butler, C. J., Doyle, J. G., Andrews, A. D., Byrne, P. B., Linsky, J. L., Bornmann, P. L. (1987년 3월). “Rotational modulation and flares on RS CVn and BY DRA systems. II - IUE observations of BY Draconis and AU Microscopii”. 《Astronomy and Astrophysics》 174 (1-2): 139–157.
11. ↑  Maran, S. P.; Robinson, R. D.; Shore, S. N.; Brosius, J. W.; Carpenter, K. G.; Woodgate, B. E.; Linsky, J. L.; Brown, A.; Byrne, P. B.; Kundu, M. R.; White, S.; Brandt, J. C.; Shine, R. A.; Walter, F. M. (1999년 2월 1일). “Observing stellar coronae with the Goddard High Resolution Spectrograph. 1: The dMe star AU microscopoii”. 《The Astrophysical Journal》 421 (2): 800–808. doi:10.1086/173692.
12. ↑  Cully, Scott L.; Siegmund, Oswald H. W.; Vedder, Peter W.; Vallerga, John V. (1993년 9월 10일). “Extreme Ultraviolet Explorer deep survey observations of a large flare on AU Microscopii”. 《The Astrophysical Journal》 414 (2): L49–L52. doi:10.1086/156986.
13. ↑  Kundu, M. R., Jackson, P. D., White, S. M., & Melozzi, M. (1987년 1월 15일). “Microwave observations of the flare stars UV Ceti, AT Microscopii, and AU Microscopii”. 《The Astrophysical Journal》 312: 822–829. doi:10.1086/164928.
14. ↑  Tsikoudi, V. and Kellett, B. J. (2000년 12월). “ROSAT All-Sky Survey X-ray and EUV observations of YY Gem and AU Mic”. 《Monthly Notices of the Royal Astronomical Society》 319 (4): 1147–1153. doi:10.1046/j.1365-8711.2000.03905.x.
15. ↑  W.E. Kunkel (1973). “Activity in Flare Stars in the Solar Neighborhood”. 《The Astrophysical Journal Supplement》 25: 1. doi:10.1086/190263.
16. ↑  Butler, C. J.; Byrne, P. B.; Andrews, A. D.; Doyle, J. G. (1981년 12월). “Ultraviolet spectra of dwarf solar neighbourhood stars. I”. 《Monthly Notices of the Royal Astronomical Society》 197: 815–827.
17. 1 2  Paul Kalas, James R. Graham and Mark Clampin (2005년 6월 23일). “A planetary system as the origin of structure in Fomalhaut's dust belt”. 《네이처》 435 (7045): 1067–1070. doi:10.1038/nature03601.
18. ↑  Aki Roberge, Alycia J. Weinberger, Seth Redfield, and Paul D. Feldman (2005년 6월 20일). “Rapid Dissipation of Primordial Gas from the AU Microscopii Debris Disk”. 《The Astrophysical Journal》 626 (2): L105–L108. doi:10.1086/431899.
19. ↑  C. H. Chen, B. M. Patten, M. W. Werner, C. D. Dowell, K. R. Stapelfeldt, I. Song, J. R. Stauffer, M. Blaylock, K. D. Gordon, and V. Krause (2005년 12월 1일). “A Spitzer Study of Dusty Disks around Nearby, Young Stars”. 《The Astrophysical Journal》 634 (2): 1372–1384. doi:10.1086/497124.
20. ↑  Michael C. Liu, Brenda C. Matthews, Jonathan P. Williams, and Paul G. Kalas (2004년 6월 10일). “A Submillimeter Search of Nearby Young Stars for Cold Dust: Discovery of Debris Disks around Two Low-Mass Stars”. 《The Astrophysical Journal》 608 (1): 526–532. doi:10.1086/392531.
21. 1 2 3  John E. Kirst, D. R. Ardila, D. A. Golimowski, M. Clampin, H. C. Ford, G. D. Illingworth, G. F. Hartig, F. Bartko, N. Benítez, J. P. Blakeslee, R. J. Bouwens, L. D. Bradley, T. J. Broadhurst, R. A. Brown, C. J. Burrows, E. S. Cheng, N. J. G. Cross, R. Demarco, P. D. Feldman, M. Franx, T. Goto, C. Gronwall, B. Holden, N. Homeier, L. Infante, R. A. Kimble, M. P. Lesser, A. R. Martel, S. Mei, F. Mennanteau, G. R. Meurer, G. K. Miley, V. Motta, M. Postman, P. Rosati, M. Sirianni, W. B. Sparks, H. D. Tran, Z. I. Tsvetanov, R. L. White, AND W. Zheng (2005년 2월). “Hubble Space Telescope Advanced Camera for Surveys Coronagraphic Imaging of the AU Microscopii Debris Disk”. 《The Astronomical Journal》 129 (2): 1008–1017. doi:10.1086/426755.
22. 1 2  Stanimir A. Metchev, Joshua A. Eisner, and Lynne A. Hillenbrand (2005년 3월 20일). “Adaptive Optics Imaging of the AU Microscopii Circumstellar Disk: Evidence for Dynamical Evolution”. 《The Astrophysical Journal》 622 (1): 451–462. doi:10.1086/427869.
23. 1 2  Michael C. Liu (2004년 9월 3일). “Substructure in the Circumstellar Disk Around the Young Star AU Microscopii”. 《Science》 305 (5689): 1442–1444. doi:10.1126/science.1102929. PMID 15308766.
24. ↑  E. Masciadri, R. Mundt, Th. Henning, and C. Alvarez (2005년 6월 1일). “A Search for Hot Massive Extrasolar Planets around Nearby Young Stars with the Adaptive Optics System NACO”. 《The Astrophysical Journal》 625 (2): 1004–1018. doi:10.1086/429687.
25. ↑  Robert, Sanders (2007년 1월 8일). “Dust around nearby star like powder snow”. UC Berkeley News.